# Genol
En náutica, el Genol (Singlon) es cada una de las primeras piezas de ligazón que arriman o se amadrinan de costado a las varengas para la formación de las cuadernas de un buque, y cuyos pies se unen de frente en el medio del ancho de la quilla. (fr. Genou; ing. First Futtock; it. Allungatore, Estamenale).

## Etimología
El Genol, en algunos puntos de la costa de Andalucía suelen llamarle Singlon.

## Tipos

### Por su posición
- Genoles de bulárcamas (Genoles de sobreplán): son los que sirven de base a las cuadernas colocadas sobre el forro de la bodega.
- Genoles de cuaderna levantadas: son los genoles que tienen ángulos más pequeños.
- Genoles del plan (Genoles de fondo, Genoles llanos): son los genoles que tienen el ángulo más grandes.

### Por su uso
- Genoles postizos: